# تيم ويستون
تيم ويستون (17 يناير 1982 - ) (بالإنجليزية: Tim Weston)‏ هو لاعب كريكت نيوزلندي.